# Mimosybra
Mimosybra is een kevergeslacht uit de familie van de boktorren (Cerambycidae). De wetenschappelijke naam van het geslacht werd voor het eerst geldig gepubliceerd in 1939 door Breuning.

## Soorten
Mimosybra omvat de volgende soorten:
- Mimosybra affinis Breuning, 1966
- Mimosybra albosignata Breuning, 1982
- Mimosybra albovenosa Breuning, 1960
- Mimosybra alternans Breuning, 1973
- Mimosybra baloghi Breuning, 1975
- Mimosybra basigranosa Breuning, 1939
- Mimosybra bimaculata Breuning, 1973
- Mimosybra bipunctata Breuning, 1951
- Mimosybra carinipennis Breuning, 1940
- Mimosybra continentalis Breuning, 1961
- Mimosybra discreta (Pascoe, 1865)
- Mimosybra fergussoni Breuning, 1970
- Mimosybra flavomaculata Breuning, 1964
- Mimosybra gebeensis Breuning, 1961
- Mimosybra giloloensis Breuning, 1962
- Mimosybra kaszabi Breuning, 1975
- Mimosybra laevicollis Breuning, 1939
- Mimosybra latefasciata Breuning, 1963
- Mimosybra mediomaculata Breuning, 1939
- Mimosybra negrosensis Breuning, 1970
- Mimosybra paraspinipennis Breuning, 1977
- Mimosybra postlineata Hüdepohl, 1995
- Mimosybra salomonum Breuning, 1939
- Mimosybra samarensis Breuning, 1970
- Mimosybra schultzei (Breuning, 1966)
- Mimosybra similis Breuning, 1975
- Mimosybra spinipennis Breuning, 1975
- Mimosybra surigaonis (Heller, 1924)
- Mimosybra triguttata (Aurivillius, 1927)
- Mimosybra trimaculata Breuning, 1953
- Mimosybra uniformis Breuning, 1940